# اورتون ریبیرو
اورتون آگوستو ده باروس ریبیرو (پرتغالی: Everton Augusto de Barros Ribeiro؛ زادهٔ ۱۰ آوریل ۱۹۸۹) یک بازیکن فوتبال اهل برزیل است.که در باشگاه فوتبال باهیا در پست هافبک هجومی، وینگر بازی می کند.
وی همچنین در تیم ملی برزیل بازی کرده است.